# デアセトキシビンドリン-4-ヒドロキシラーゼ
デアセトキシビンドリン-4-ヒドロキシラーゼ（desacetoxyvindoline 4-hydroxylase）は、インドールアルカロイド生合成酵素の一つで、次の化学反応を触媒する酸化還元酵素である。
デアセトキシビンドリン + 2-オキソグルタル酸 + O2 {\displaystyle \rightleftharpoons } デアセチルビンドリン + コハク酸 + CO2
反応式の通り、この酵素の基質はデアセトキシビンドリンと2-オキソグルタル酸とO2、生成物はデアセチルビンドリンとコハク酸とCO2である。
組織名はdeacetoxyvindoline,2-oxoglutarate:oxygen oxidoreductase (4β-hydroxylating)で、別名にdesacetoxyvindoline 4-hydroxylase、desacetyoxyvindoline-17-hydroxylase、D17H、desacetoxyvindoline,2-oxoglutarate:oxygen oxidoreductase (4β-hydroxylating)がある。